# Episodi di Rocket Power - E la sfida continua... (seconda stagione)
La seconda stagione della serie animata Rocket Power - E la sfida continua..., composta da 20 episodi, è stata trasmessa negli Stati Uniti, da Nickelodeon, dal 28 marzo 2000 al 22 marzo 2004.
In Italia la stagione è stata trasmessa dal 2005 su Nickelodeon.
| Nº  | Titolo originale           | Titolo italiano                       | Prima TV USA     | Prima TV Italia |
| --- | -------------------------- | ------------------------------------- | ---------------- | --------------- |
| 1a  | All About Sam              |                                       | 28 marzo 2000    |                 |
| 1b  | Half-Twister               |                                       | 28 marzo 2000    |                 |
| 2a  | Twisting Away              |                                       | 28 marzo 2000    |                 |
| 2b  | The Spot Remover           |                                       | 28 marzo 2000    |                 |
| 3a  | Rocket Repairs             | Otto Riparazioni                      | 3 novembre 2000  |                 |
| 3b  | Say Hello to Cement Head   | Testa di cemento                      | 3 novembre 2000  |                 |
| 4a  | Shark Bait                 | Squali all'attacco                    | 10 novembre 2000 |                 |
| 4b  | A Shot in the Park         | Alla ricerca della telecamera perduta | 10 novembre 2000 |                 |
| 5a  | Radical New Equipment      |                                       | 4 dicembre 2000  |                 |
| 5b  | Tito's Lucky Shell         |                                       | 4 dicembre 2000  |                 |
| 6a  | The Longest Day            | Il giorno più lungo                   | 17 novembre 2000 |                 |
| 6b  | Ottoman and the Sea        | Una pesca miracolosa                  | 17 novembre 2000 |                 |
| 7a  | Mr. B is in The House      |                                       | 5 gennaio 2001   |                 |
| 7b  | Earnest Otto               |                                       | 5 gennaio 2001   |                 |
| 8a  | The Good Housekeeping Seal |                                       | 30 marzo 2001    |                 |
| 8b  | What's That Smell?         |                                       | 30 marzo 2001    |                 |
| 9a  | Legends and Their Falls    | Come diventare una leggenda           | 27 aprile 2001   |                 |
| 9b  | Welcome to Ottoworld       | I migliori siamo noi                  | 27 gennaio 2001  |                 |
| 10a | Bruised Man's Curve        |                                       | 6 aprile 2001    |                 |
| 10b | Pool's Out Forever         |                                       | 6 aprile 2001    |                 |
| 11a | Back Bowl                  |                                       | 13 aprile 2001   |                 |
| 11b | Game Day                   |                                       | 13 aprile 2001   |                 |
| 12a | It Came From Planet Merv   |                                       | 19 aprile 2001   |                 |
| 12b | Netherworld Night          |                                       | 19 aprile 2001   |                 |
| 13a | Here's the Twist           |                                       | 1° aprile 2001   |                 |
| 13b | Sam: King of Kickball      |                                       | 1° aprile 2001   |                 |
| 14a | Tito Time                  |                                       | 9 marzo 2001     |                 |
| 14b | The Return of Clio         |                                       | 9 marzo 2001     |                 |
| 15a | That Old Skateboard        |                                       | 20 aprile 2001   |                 |
| 15b | Follow the Leader          |                                       | 20 aprile 2001   |                 |
| 16a | Channel Surfing            |                                       | 8 marzo 2001     |                 |
| 16b | Outta My Pit!              |                                       | 8 marzo 2001     |                 |
| 17a | Capture the Flag           |                                       | 5 marzo 2001     |                 |
| 17b | The Jinx                   |                                       | 5 marzo 2001     |                 |
| 18a | Hurricane Maurice          |                                       | 6 marzo 2001     |                 |
| 18b | Reggie's Choice            |                                       | 6 marzo 2001     |                 |
| 19a | Losers Weepers             |                                       | 22 marzo 2004    |                 |
| 19b | Reggie: The Movie          |                                       | 22 marzo 2004    |                 |
| 20a | Double-O Twistervision     |                                       | 7 marzo 2001     |                 |
| 20b | Womp Race 2000             |                                       | 7 marzo 2001     |                 |